# Vitkos-Choquequirao

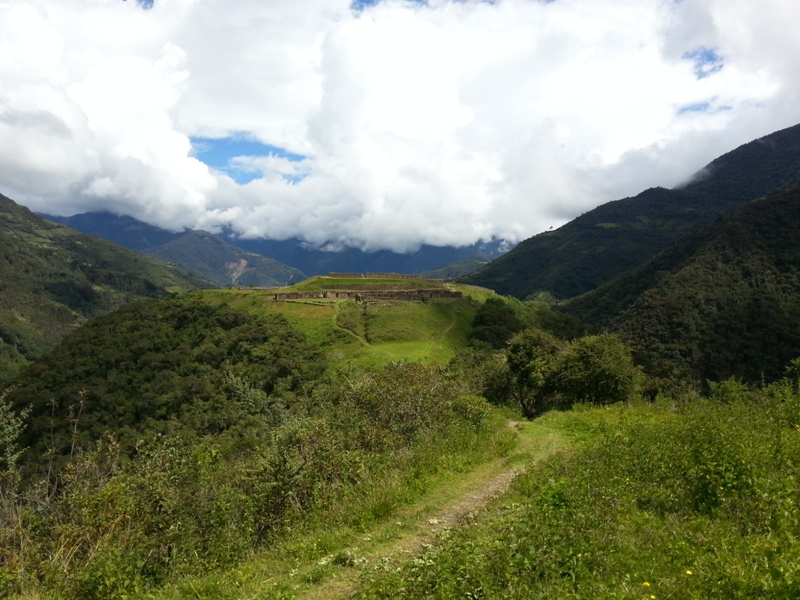
Vitkos.

El tramo Vitkos-Choquequirao es parte del camino inca que se encuentra en el departamento de Cusco en Perú. Este tramo fue incorporado a los sitios Patrimonio Mundial como parte del Sistema Vial Andino, Qhapaq Ñan.
Durante el incanato este camino conectaban los centros administrativos: Machupicchu, Choquequirao y Vitkus, dicho camino es frecuentado por visitantes extranjeros, nacionales y/o locales. El camino mantiene la armonía entre la naturaleza y las obras arquitectónica incas.
Los sitios arqueológicos que se pueden encontrar en el sub tramo Vitkus – Abra Choqetakarpu están Vitkus, Misti Wasi , Chaski Wasi, Inka Mach’ay, Viscacharanra y Qelqamachay. Asimismo, en el sub tramo Abra Choqetakarpu – Choquequirao están Unu Samincha, Machu Wasi, Pukara, Qoriwayrachina, Kutakoka y Choquequirao.

## Geografía
El clima se caracteriza por ser bastante lluvioso durante los meses de noviembre a marzo, la época seca y cálida es abril a octubre.
La geografía es accidentado con numerosas quebradas y riachuelos de origen glaciar, desde allí desciende aguas cristalinas. En el trayecto se puede observar la flora y fauna local, también se caracteriza por ser una zona lluviosa con bosque nuboso.
Este camino ancestral sirve de comunicación entre la ciudad histórica del Cusco y el conjunto arqueológico de Choquequirao.

## Acceso
Se puede acceder desde pueblo de Santa Teresa hasta el sector de Yanama que toma aproximadamente 3 horas en auto o desde el sector de Vitkus (Vilcabamba). El camno inca de Vitkus se encuentra señalizado y en mantenimiento por parte del Ministerio de Cultura.